# Afropomus
Afropomus is een geslacht van weekdieren uit de klasse van de Gastropoda (Slakken).

## Soort
- Afropomus balanoidea (Gould, 1850)